# Зустріч зі смертю
«Зустріч зі смертю» (англ. Appointment with Death) — детективний роман англійської письменниці Агати Крісті, опублікований у Великій Британії видавництвом «Collins Crime Club» у травні 1938 року, а в США видавництвом «Dodd, Mead and Company» у тому ж році. Роман розповідає про пригоди Еркюля Пуаро на Близькому Сході.

## Сюжет
Проводячи відпустку в Єрусалимі, Пуаро випадково підслуховує слова Реймонда Бойнтона, які той говорить своїй сестрі: «Тепер ти бачиш, що її потрібно вбити?». Їхня мати, місіс Бойнтон, тиранка та садистка, колишня тюремна наглядачка, управляє всіма молодими членами родини. Її відразу не злюбили навіть ті, хто не має прямого відношення до родини. Але коли її виявляють мертвою, у Пуаро залишається всього двадцять чотири години, щоб розгадати загадку, а в нього навіть немає доказів того, що це вбивство. Пуаро стверджує, що може розслідувати злочин, для цього йому досить усього лише допитати підозрюваних. Під час допитів, він відновлює ланцюг подій, а також з'ясовує, що причиною смерті було отруєння дигітоксином.

## Персонажі
- Еркюль Пуаро — бельгійський детектив.
- Полковник Калбурі — губернатор Трансиорданії.
- Місіс Бойнтон — заможна вдова-американка, жертва вбивства.
- Реймонд Бойнтон — пасинок жертви.
- Керол Бойнтон — пасербиця жертви.
- Ленокс Бойнтон — пасинок жертви.
- Надін Бойнтон — дружина Ленокса Бойнтона.
- Джефферсон Коуп — американець.
- Джиневра Бойнтон — дочка жертви.
- Доктор Жерар — французький психіатр.
- Сара Кінг — молода лікарка.
- Леді Вестголм — громадсько-політична діячка, член Парламенту.
- Міс Амабель Пірс — колишня вихователька.

## Екранізації
- 1988 — «Побачення зі смертю» (англ. Appointment with Death), британсько-американський фільм, останній з шести фільмів, де роль Пуаро виконав Пітер Устінов. Також у стрічці зайняті Лорен Беколл, Пайпер Лорі, Джон Гілгуд, Керрі Фішер, Гейлі Мілз та інші[1].
- 2008 — «Побачення зі смертю» (англ. Appointment with Death), повнометражний телефільм, 4 епізод 11 сезону британського серіалу «Пуаро Агати Крісті» з Девідом Суше у головній ролі. Інші ролі виконали Крістіна Коул, Тім Каррі, Джон Ганна, Елізабет Макговерн, Зої Бойл, Марк Ґетісс та інші[2]. Сюжет суттєво відрізняється від роману, — наприклад, леді Бойнтон виявляється просто домашнім тираном і колишньою вихователькою в сирітському притулку, а не наглядачкою у в'язниці. Сюжетна лінія місіс Бойнтон в романі не має ніякого відношення до лінії леді Бойнтон в фільмі; у вбивці з'являється спільник — доктор Жерар, хоча він абсолютно невинуватий в романі; переміщення місця дії з Єрусалима до Сирії; спосіб вбивства суттєво змінений: спочатку вбивця дає леді Бойнтон паралізуючу оруту, а доктор Жерар кладе їй під сукню віск з цаповою кров'ю, потім вона перегрівається на сонці, віск тане й здається що вона вбита, потім вбивця заколює леді Бойнтон кинджалом; додані нові персонажі, які відсутні в романі: лорд Бойнтон, няня Тейлор та сестра Агнешка; змінено предісторії декількох другорядних персонажів. В адаптації Джефферсон Коуп — один з дітей-сиріт, з якими жорстоко поводилась леді Бойнтон, і він вирішує помститися, знищивши її финінансову імперію, хоча вона помирає раніше, ніж дізнається про фінансовий крах. Джинні (Джинневра) у фільмі також нерідна дочка леді Бойнтон, тоді як у романі вона єдина її біологічна дитина. Леді Вестголм, народжена в США член Парламенту, стає британською письменницею в адаптації; доктор Жерар, француз в романі, стає шотландцем.
- 2019 — «Побачення зі смертю» (фр. Rendez-vous avec la mort), повнометражний телефільм, 26 епізод 2 сезону французького серіалу «Загадкові вбивства Агати Крісті».